# Mario Castro Arenas
Mario Castro Arenas (Chiclayo, 27 de mayo de 1932) es un escritor, crítico literario y periodista peruano.

## Biografía
Estudió Literatura y Derecho en la Universidad Mayor de San Marcos y siguió curso de especialización literaria en la Universidad de Madrid (1959-1960). 
Se inició en el periodismo como redactor del diario La Prensa de Lima y fue elegido presidente de la Federación de Periodistas del Perú en 1962. Luego fue jefe de redacción del diario Correo (1962-1968), director de la revista 7 días del Perú y el Mundo (1970-1974) y director de La Prensa (1972-1974). 
Cuando el gobierno militar intervino los medios de información en 1974, emigró a Caracas, donde dirigió el semanario Momento (1974-1980), donde también colaboraban Gabriel García Márquez, Plinio Apuleyo Mendoza y Carlos Rangel. De vuelta en el Perú, reasumió la dirección de Correo, que dejó de circular a inicios de los años 1980. 
En 1985 fue elegido decano del Colegio de Periodistas. En tal calidad formó parte de la comisión designada por el segundo gobierno de Fernando Belaúnde Terry para dar un informe sobre la matanza de ocho periodistas en Uchuraccay. 
Durante el primer gobierno de Alan García fue embajador en Panamá (1988-1989). También ejerció como embajador en misión especial en España, Corea del Sur, Marruecos, Colombia, México y Argentina.  
Ha dictado también conferencias en universidades e instituciones culturales de Europa y América Latina.

## Obras publicadas
- El líder (1960), novela, cuyo protagonista, Mauricio Mendoza, es un poblador de una barriada miserable, de la cual se convierte en líder.
- Carnaval, carnaval (Caracas, 1979), novela.
- De Palma a Vallejo (1961), compilación de artículos de crítica literaria.
- La novela peruana y la evolución social (1964 y 1973)
- El periodismo y la novela contemporánea (Caracas, 1973), estudio literario.
- El cuento en Hispanoamérica (1974), estudio literario.
- La rebelión de Juan Santos (1973), estudio histórico.
- Aprismo, marxismo y eurocomunismo (1980), ensayo de polémica política.
- El pensamiento político: Del Australopitecus a Alexis de Tocqueville,  (1997),  Cátedra sobre Teoría histórica del pensamiento político
- Teoría y práctica del nuevo periodismo (2013)

## Condecoraciones
- Orden de Vasco Núñez de Balboa de Panamá.
- Orden del Sol Luciente de Corea del Sur, etc.